# رمز الدرجة

رمز الدرجة ° يتألف من دائرة صغيرة سوداء توضع اعلى العدد. استخدامات رمز الدرجة مختلفة ومتعددة. ويمكن كتابته من خلال لوحة مفاتيح ويندوز.